# Голямо жълтокачулато какаду
2[1]Голямото жълтокачулато какаду (Cacatua galerita) е относително голям вид бяло какаду, който обитава гористите местности на Австралия и Нова Гвинея. В областите им на местообитание този вид може да има толкова големи популации, че понякога се смята от местните хора за вредител. Какадутата от вида са много разпространени като домашни любимци, макар че могат да бъдат много капризни за отглеждане.

## Географско разпространение и местообитания
В Австралия, голямото жълтокачулато какаду населява широки територии на север и изток и на юг до Тасмания, избягвайки безводните територии във вътрешността на континента, в които има малко дървета. Видът е многоброен в предградията на големи градове като Аделаида, Мелбърн, Канбера, Сидни и Бризбейн. С изключение на високопланинските части, видът се среща в по-голямата част от Нова Гвинея и на почти всички по-малки околни острови.
Разпознати са четири подвида на този вид:
1. C. g. triton (Теминк, 1849), открит в Нова Гвинея и околните острови,
2. C. g. elenora (Финш, 1867), срещащ се изключително само на островите Ару между Австралия и Нова Гвинея,
3. C. g. fitzroyi (Матюс, 1912) в Северна Австралия, от западна Австралия до Залива Карпентария, и
4. номиналния подвид C. g. galerita, разпространен от полуостров Кейп Йорк до Тасмания.[2]

### Интродуциран вид
В Австралия екземпляри от номиналния подвид голямо жълтокачулато какаду са интродуцирани и в Пърт, Западна Австралия, доста далеч от естествените им местообитания. Извън Австралия видът е интродуциран в Сингапур, където популацията се оценява на между 500 и 2000 екземпляра. Привнесени са и в Палау и Нова Зеландия. В Нова Зеландия интродуцираната популация вероятно се състои от под 1000 индивида.
Регистрирани са индивиди от вида в Хавай и различни острови в островната група Уоласеа (например островите Кай и остров Амбон), но не е ясно дали са успели да се установят трайно на тези места.

## Физическо описание
Видът има обща дължина от около 44 – 55 cm, като подвидовете, обитаващи Австралия, са по-едри от подвидовете в Нова Гвинея и околните острови. Оперението му е изцяло бяло, като перата под опашката и крилете имат лек жълтеникав нюанс. Перата на гребена са изразителни и жълти на цвят. Клюнът е черен, краката – сиви, а околоочният пръстен – белезникав. Мъжките обичайно имат почти черни очи, докато очите на женските са по-червеникави или кафяви. Разликите между подвидовете са фини: подвидът C. g. fitzroyi прилича на номиналния подвид, но му липсва жълтото около ушите и малко по-синкавата кожа около очите. Подвидът C. g. eleonora е сходен с подвида C. g. fitzroyi, но е по-малък и има по-широки пера на гребена, а подвидът C. g. triton прилича на C. g. eleonora, с изключение на по-малкия клюн.
Прилича и на трите останали вида корели (подрод Licmetis), които се срещат в Австралия, въпреки че те са по-малки и с по-ясно изразени жълти гребени и бледи на цвят клюнове. В плен голямото жълтокачулато какаду лесно може да се сбърка с малкото жълтокачулато какаду (Cacatua sulphurea) или с Cacatua ophthalmica, които имат по-различен по форма гребен и по-тъмносин околоочен пръстен.

## Поведение
Отличителният хриплив звук, който видът издава, може да е много пронизителен. Видът е адаптиран към миграции през горски местообитания, в това число и тропически и субтропически горе. Тези птици са по природа любопитни и много интелигентни. Добре са се адаптирали към европейските селище в Австралия и живеят в много урбанизирани територии.
Голямото жълтокачулато какаду има много голяма продължителност на живота в плен, до 70 години, но само около 20-40 години в дивата природа. Известни са с практиката геофагия, т.е. яденето на земна пръст с цел детоксифицията на храната.
В южна Австралия размножителният сезон трае от август до януари, докато в Северна Австралия продължава от май до септември. Гнездото представлява легло от дървени стърготини, направено в дървесна хралупа. Както много други папагали, представителите от вида се съревновават помежду си за достъпните места за гнездене. Женската снася 2-3 яйца и мътенето трае 25–27 дни. И двамата родители се редуват да мътят яйцата и участват в отглеждането на малките. След излюпването малките остават в гнездото между 9 и 12 седмици, и след оперушинването малките остават с родителите си още няколко месеца.
Видовете, които намират храна по земята, са много уязвими откъм нападения от хищници. Какадутата са развили поведенческа адаптация за защита: когато ятото се храни на земята, има поне един член на ятото, кацнал на високо дърво, който пази на пост.

## Статут на вредители
В някои части от Австралия екземплярите от вида голямо жълтокачулато какаду могат да са толкова многобройни, че да увреждат реколтата от зърно и плодове, новопосадените дървета и дори да унищожават дървения материал, използван в строителството, както и градинските мебели.
В резултат понякога биват отстрелвани или отравяни като вредители; в такива случаи е необходимо разрешително, тъй като видът е защитен по австралийското законодателство.

## Отглеждане в плен
Отглеждат се в плен, но са взискателни откъм грижи, много шумни и имат естествена склонност да гризат дървесина и всякакви други твърди и органични материали.
Както много други папагали, и жълтокачулатите какадута са податливи на заболявания, причинени от вирусите от семейство Circoviridae, от които губят оперението си, а клюновете им се деформират. Болестта се наблюдава както в естествени условия, така и в плен.